# Dynamo Loehansk
Dynamo Loehansk (Oekraïens: Динамо Луганськ) was een Oekraïense voetbalclub uit Loehansk.

## Geschiedenis
De club werd opgericht als Dinamo Loegansk in 1930. In 1935 veranderde de stad Loegansk de naam in Vorosjilovgrad. Na een aantal jaren in regionale competities speelde Dinamo vanaf 1947 in de tweede klasse van de toenmalige Sovjet-Unie. Na drie seizoenen in de middenmoot werd de competitie grondig geherstructureerd en verdween de club in 1950 ten tonele. Begin jaren zestig werd de club nieuw leven ingeblazen maar speelde enkel maar op regionaal niveau en verdween ook weer. 
Na de Oekraïense onafhankelijkheid werd de club opnieuw opgericht als Dynamo Loehansk en begon in de Oekraïense vierde klasse. In 1993 werd de club vicekampioen en promoveerde. Daar werd de club twee keer derde en miste telkens de promotie. 
In 1995 fuseerde de club met Azovets Marioepol, dat hierna de naam Metaloerh aannam.